# Niedergebra
Niedergebra é um município da Alemanha localizado no distrito de Nordhausen, estado da Turíngia.
A Erfüllende Gemeinde (português: municipalidade representante ou executante) do município de Niedergebra é a cidade de Bleicherode.